# Junta de Bagrecitos
Junta de Bagrecitos är en ort i Mexiko.   Den ligger i kommunen Culiacán och delstaten Sinaloa, i den västra delen av landet, 1 000 km nordväst om huvudstaden Mexico City. Junta de Bagrecitos ligger 272 meter över havet och antalet invånare är 146.
Terrängen runt Junta de Bagrecitos är kuperad. Runt Junta de Bagrecitos är det mycket glesbefolkat, med 6 invånare per kvadratkilometer. Närmaste större samhälle är El Tepuche, 18,7 km sydväst om Junta de Bagrecitos. I omgivningarna runt Junta de Bagrecitos växer i huvudsak lövfällande lövskog.